# Exetastes calobatus
Espèce
Exetastes calobatus est une espèce d'insectes hyménoptères de la famille des Ichneumonidae.

## Systématique
L'espèce Exetastes calobatus a été décrite pour la première fois en 1829 par le zoologiste et entomologiste allemand Johann Gravenhorst (1777–1857),.

## Publication originale
- (la) I. L. C. Gravenhorst, Ichneumonologia Europaea : continens Pimplas, Metopios, Bassos, Banchos, Ophiones, Hellwigias, Acaenitas, Xoridas, et Suppementa, t. 3, Bratislava, Sumtibus auctoris, 1829, 1097 p. (lire en ligne), p. 405.